# Ален Турен
Ален Луї Жуль Франсуа Турен (фр. Alain Touraine; 3 серпня,1925, Ерманвіль-сюр-Мер — 9 червня 2023, Париж) — французький соціолог, критик класичної соціології, запропонував новий метод дослідження суспільства — акціонізм (соціологія дії). Один з основних напрямів аналізу є аналіз постіндустріального суспільства. Основні праці: «Еволюція трудових відносин на заводах Рено»(1955), «Соціологія дії» (1965), «Постіндустріальне суспільство»(1969), «Виробництво спільноти» (Production de la société, 1973), «На захист соціології» (1974), «Спрага історії» (1977), «Повернення діяча» (Le Retour de l'acteur, 1984), «Критика модерну» (1992), «Що таке демократія» (1994), «Чи здатні ми жити разом?» (1997).

## Біографія
Ален Турен народився 3 серпня 1925 року в м. Ерманвіль-сюр-Мер в департаменті Кальвадос у Франції. Закінчив ліцей Людовіка Великого і філологічний факультет в Парижі. У 60-ті рр. брав активну участь у студентських рухах. Був доктором філології, згодом став директором Парижського центру теоретичної та прикладної соціології. Працював редактором журналу «Соціологія праці». За все життя А. Турен займав велику кількість посад в університетах та наукових центрах. З 1950 до 1958 року працював в Національному центрі наукових досліджень в Парижі. З 1966 до 1969 року займав посаду професора філологічного факультету університету Нантерра. З 1960 року і до кінця життя був керівником дослідницьких програм у Вищій школі соціальних наук (I'Ecole des hautes etudes en sciences sociales), з 1994 року став членом Вищого інтеграційної ради.

## Критика класичної соціології
Ален Турен виступає як критик класичної соціології і відповідно її функціоналістських та еволюціоніських принципів пояснення суспільства. Він відстоює ідею, що соціологія знаходиться в кризі і потребує глибокої трансформації.
Класична соціологія, за Туреном, ґрунтується на таких принципах:
1. Злиття розуміння суспільства з «сенсом історії»;
2. Ототожнення соціальної системи з національною державою;
3. Заміна діючих осіб суспільства статичними ансамблями;
4. Принцип еволюціонізму та модернізації.

Криза класичної соціології супроводжується переходом до більш наукового аналізу суспільних відносин та суспільних систем, який виключає будь-яке звернення до природи суспільства чи до сенсу суспільства. Класична соціологія зазнає кризи, оскільки уявлення про суспільство як системи порядку є тільки ідеологічною версією, в рамках якої неможливо аналізувати соціальну дійсність, в якій панують швидкі і складні зміни. Таким чином, Турен робить акцент на аспект руху та змін сучасних суспільств. Він відстоює ідею, що поняття суспільства має бути виключене з аналізу суспільного життя, воно перестає бути об'єктом соціології, при цьому необхідно описати інший тип аналізу, в центрі якого лежить ідея соціальної дії. Звернення до сутності і до природи суспільства має зникнути з області науки. Крім того, в центрі критики класичної соціології лежить ідея про занепад еволюціонізму у поясненні суспільного розвитку та інституціональної системи, яка теж перебуває в занепаді. Проблемою класичної соціології, як він зазначає, є підтримка нею ідеї соціального еволюціонізму, що ґрунтувалась на створенні універсальної моделі розвитку для всіх суспільств, що вже не підтверджується реальністю сучасного стану суспільств, які мають різні шляхи трансформацій.. Таким чином, Турен відкинув два основні поняття, на які спиралась класична соціологія — це поняття суспільства як об'єкта соціології та еволюції.

## Акціонізм (соціологія дії)
Напрям, розроблений Туреном називають акціонізмом, або соціологією дії. В основі лежить поняття соціальної дії. Основне завдання соціології дії А. Турен вбачає у вивченні діючих осіб (дієвців), при повній відмові від пошуку законів суспільного життя. Перехід від класичної соціології до соціології дії (акціонізму) полягає у відокремленні аналізу суспільного життя від держави, оскільки держава тепер вже не виступає принципом єдності суспільного життя, центром його інтеграції. Суспільне життя має все менше аналізуватись як система з певною структурою та внутрішніми законами організації, оскільки тепер суспільство постає як мережа суспільних відносин між діючими особами.
Діяльність суб'єктів направлена головним чином на боротьбу за культурні моделі, що управляють їхньою соціальною практикою і визначають їхні відносини. Турен називає боротьбу за культурні орієнтації боротьбою за історичність, яка розглядається ним як сукупність ресурсів, що контролюються певною групою суб'єктів. Боротьба за історичність є боротьбою за здатність впливати на самих себе. Суспільство таким чином розглядається ним не лише таке, що здатне відтворювати себе, але і здатне творити саме себе, самовизначати свою практику. Суспільство розуміється як результат конфліктних відносин між суспільними силами, що борються за контроль над культурними моделями, які в сукупності і складають історичність. В центр аналізу він поміщає культурні орієнтації, які є спільними для діючих осіб, які в той же час конфліктують між собою за управління ними.
Згідно з цією концепцією в центрі соціології Турена опиняється поняття соціального руху, яке призначено для позначення центральних конфліктів, тобто, тих, що ставлять під сумнів суспільний контроль над історичністю, над моделями створення суспільних відносин. У соціальному русі підкреслюється його культурна орієнтованість і соціально конфліктна дія. Соціальний рух має місце там, де є конфлікт відносно культурних цінностей та орієнтацій, але Турен наголошує на тому, що ці культурні орієнтації не є різні, вони спільні для тих, хто прагне встановити контроль над ними. Турен подає образ соціального руху як колективного діючого суб'єкта, що включений в конфлікт за суспільне управління культурними ресурсами. Він також наголошує на тому, що конфлікт може існувати тільки у відкритому суспільстві, наділеному демократичними інститутами та при відмові від авторитету абсолютної держави. Соціальні рухи, на думку Турена, замінюють класи, таким чином вони стають соціальними діячами сучасності.

## Концепція постіндустріального суспільства
Особливу увагу Турен звертає на концепцію постіндустріального суспільства, перехід до якого можливий при активізації соціальних рухів. Постіндустріальне суспільство визначається соціальними та культурними факторами, а не економічними, це суспільство, де саме мотиви, прагнення та цінності соціальних суб'єктів визначають хід та направленість соціальних процесів. Якщо в індустріальному суспільстві соціум в більшій мірі управлявся державною владою, то концепція постіндустріального суспільства ґрунтується на іншому — на саморегуляції та самоуправлінні, саме тому Турен називає це суспільство «програмованим». Вирішальними для постіндустріального суспільства є те, що воно здатне саме створювати моделі управління і виробництва, організації, розподілу та споживання. В результаті подібне суспільство на всіх рівнях свого функціонування представляється не продуктом природних законів чи культурної специфічності, а є результатом впливу суспільства на самого себе, результатом систем соціальної дії її суб'єктів. Основні відносини у такому суспільстві складаються між тими, хто управляє створенням культурних моделей, і тими, хто бере участь в історичності, погоджуючись на роль, що приписується йому пануючим класом, або навпаки прагне зруйнувати присвоєння історичності правлячим класом. Пануючими групами в програмованому суспільстві стають технократи, бюрократи та інженери..
Основною характеристикою програмованого суспільства, як зазначає Турен, є те, що це суспільство протесту, воно ґрунтується на соціальному конфлікті, конфлікти повністю пронизують його. Особливим є те, що конфлікт не пов'язаний з конкретною сферою суспільства, він повсюди.

## Методологія акціонізму
Метод соціології дії, який пропонує А. Турен називається соціологічною інтервенцією. Цей метод полягає в концентрації уваги на суб'єктах дії, причому він не є простим спостереженням, а передбачає активне втручання дослідника у досліджувану групу суб'єктів та аналіз глибинних смислів їх дій. По суті, дослідник вивчає не саму поведінку групи, а скоріше їхній самоаналіз, це можливо завдяки розвитку свідомості діючих суб'єктів, що теж відбувається завдяки соціологу. Основне завдання, яке стоїть перед ним, є ідентифікувати чи спростувати наявність у діях досліджуваної ним групи соціального руху. Метод соціологічної інтервенції передбачає активне втручання дослідника у дії об'єкта, соціолог певним чином спрямовує дії суб'єктів, причому об'єктом дослідження соціолога є не окремі індивіди, а група суб'єктів, яка потенційно може бути представлена як соціальний рух. Вихідний пункт цього методу полягає у створенні штучних умов, ситуації, в яку помішається досліджувана група для виявлення глибинного смислу їх дій. Мета соціологічної інтервенції аналізувати механізми, завдяки яким формуються колективні дії, а на найвищому рівні, соціальні рухи. Основною проблемою цього методу, на яку вказує і А. Турен, є роль, яка відводиться досліднику. З одного боку, дослідник має спонукати досліджувану групу до самоаналізу своїх дій, соціолог має взяти на себе ініціативу представити цій групі образ самої себе. З іншого боку, дослідник має тримати по відношенню до свого об'єкта певну дистанцію, але в той же час залишатись близьким до діючих осіб, їх ідеології і їх цілей. 

Соціологія Турена орієнтована на практику, вона стає активним фактором формування соціальних рухів і змін. У соціології він вбачає активне діяльнісне начало у творені історичності. Соціологія — це не наука про реальність, а дослідження соціальної дії. Соціологія, виходячи з принципів акціоналізму, досліджує не структуру чи суспільство як систему, а вивчає суспільства у динаміці, у їх історичності, в їх здатності творити самих себе.. Тобто, слід виходити не з категорій соціального порядку, до яких відносяться норми, інститути, а з суспільних сил, що можуть самі визначати себе через ті зміни, які відбуваються у соціальних відносинах та можуть самі визначати ці норми та культурні цінності.